# 市川郵便局 (兵庫県)
市川郵便局（いちかわゆうびんきょく）は、兵庫県神崎郡市川町にある郵便局。民営化前の分類では集配特定郵便局であった。

## 概要
住所：〒679-2399 兵庫県神崎郡市川町甘地178-3

## 沿革
- 1920年（大正9年）6月16日 - 甘地（あまじ）郵便局として開局。
- 1957年（昭和32年）4月1日 - 市川郵便局に改称[1]。
- 1973年（昭和48年）3月28日 - 電話交換および和文電報配達業務を福崎電報電話局に移管。
- 2007年（平成19年）10月1日 - 民営化に伴い、併設された郵便事業香寺支店市川集配センターに一部業務を移管。
- 2012年（平成24年）10月1日 - 日本郵便株式会社発足に伴い、郵便事業香寺支店市川集配センターを市川郵便局に統合。

## 取扱内容
- 郵便、印紙、ゆうパック、内容証明
- 貯金、為替、振替、振込、国際送金、国債
- 生命保険、バイク自賠責保険
- ゆうちょ銀行ATM
- 地方公共団体事務（兵庫県住宅再建共済基金利用申込取次事務）
- 神崎郡市川町内（〒679-23xx区域）の集配業務

## 周辺
- 市川町立市川中学校
- 市川町立甘地小学校
- 市川町役場
- 市川

## アクセス
- JR播但線 甘地駅から北へ約400m（徒歩約10分）
- 神姫バス 近平停留所下車
- 播但連絡道路 市川南ランプから北西へ約2km
- 兵庫県道404号長谷市川線沿い
- 駐車場あり：4台